# Cattle Annie och Little Britches
Cattle Annie och Little Britches är en amerikansk film från 1981.

## Autentisk bakgrund
Jennie Stevens var 16 år och Annie McDougal var 17 år när de beslöt att ansluta sig till Bill Doolins band. McDougal blev förtjust i en av banditerna och sedan presenterade hon Stevens för annan stilig cowboy, och romantiken blommade.
De höll ihop med ligan på deras gömställe och utfodrade deras hästar. Sedan bandet sprängts jagades de av Marshal William Tilghman.  Båda flickorna for omkring med en man som hette Wilson, som hade varit i klammeri med rättvisan för att ha stulit kor och sålt whisky till indianerna. 
De fann flickorna på en farm nära Pawnee, men när de red fram till grinden hoppade Little Britches ut genom ett fönster på baksidan, hoppade upp på en häst och galopperade därifrån. Tilghman satte efter henne medan han lät en annan polis ta hand om Annie. Tilghman var en hygglig karl och han ville inte skjuta henne fastän han hade en fullmakt, där hon anklagades för att ha deltagit i de brott Doolin-ligan begått. Jennie gjorde inte saken lättare genom att skjuta mot Tilghman med ett gevär hon hade med sig. Tilghman sköt hennes häst och hon fastnade under sadeln. Men hon var fortfarande full av stridslust. Hon försökte förblinda Tilghman med att kasta sand i ögonen på honom. När han hade tagit hand om hennes gevär och patroner och fick fram henne under den döda hästen klöste, sparkade och bet hon honom.  Tilghman lade då över knät och gav henne ett kok stryk. Med Jennie bakom sig red han tillbaka.
Polisen som hade fått i uppgift att fånga Annie, Burke, visste att hon var äldre, tuffare och var en god skytt. Men när han stod vid ett fönster tittade Annie ut och Burke tog tag i henne och drog ut henne genom fönstret. Men Annie var lika vild som Jennie. Också hon klöste, sparkade och bet. När striden var över hade Burke mist en del av sitt hår och var klöst i ansiktet.
Flickorna ställdes inför rätta och dömdes till korta fängelsestraff i Farmington. De korta straffen kom sig av att Tilghman talade för dem i rätten. Efter två år var de fria. Annie gifte sig och bosatte sig i närheten av Pawnee. Jennie stannade i Boston där hon arbetade som hembiträde. Sedan flyttade hon till New York för att arbeta. Två år senare dog hon på Bellevue-sjukhuset av lungsot.